# Indulf (6. století)
Indulf také známý jako Gundulf (řecky Γουνδούλφ) (? - po roce 553?) byl byzantský žoldnéř, který přeběhl k Ostrogothům a stal se vůdcem jejich armády v posledních letech gotské války. 
Indulf je poprvé zmíněn historikem Prokopiem z Kaisareie jako barbarský strážce byzantského generála Belisara. Když Belisar s armádou opustil Řím počátkem roku 549, Indulf zůstal pozadu a krátce nato přeběhl k Ostrogótům. Na konci jara či počátkem léta roku 549 ho ostrogótský král Totila pověřil vedením velké armády a flotily k tažení do Dalmácie, kterou Byzantinci dobyli v letech 535 a 536. Obyvatelé měst se Indulfovi nebránili, domnívali se, že je stále osobním strážcem generála Belisara, čehož využil a obyvatelé opevněných měst Movicurum a Laureate vyvraždil a pevnosti obsadil. Porazil také byzantskou armádu vyslanou proti němu místním byzantským guvernérem a zajal řadu zásobovacích lodí určených pro byzantskou armádu na Apeninském poloostrově.
V dochovaných spisech se jeho jméno znovu objevilo v roce 551, kdy byl jedním ze tří gótských generálů pověřených obléháním Ancony. Když proti nim vyplula byzantská flotila, Indulf a jeho generál Gibal proti nim vypluli s gótskou flotilou. Obě flotily se střetly v bitvě u Seny Gallici nedaleko Senigallie. Výsledná bitva byla katastrofou pro nezkušené Ostrogóty. Gibal v bitvě padl a většina lodí byla potopena nebo zajatá. Indulfovi se podařilo s 11 plavidly uniknout. Po dosažení pobřeží své lodě nechal spálit a z Ancony rychle uprchnul do Auxima. Indulf je ve spisech Prokopia naposledy zmíněn po ostrogótské porážce v bitvě u Mons Lactaria, kde byl jedním z vůdců zbytků gotské armády, kteří se odmítli vzdát a místo toho ustoupili na sever k Ticinu.